# 獵人克萊文
獵人克萊文（英語：Kraven the Hunter）是美國漫威漫畫旗下超級反派，初次登場於《The Amazing Spider-Man》 #15（1964年8月），由史丹·李和史蒂夫·迪特科聯合創造。
IGN將獵人克萊文列為漫畫史上最偉大反派中的第53名。

## 經歷
謝爾蓋·克拉維諾夫（Sergei Kravinoff）小時候跟隨父母從俄羅斯移民美國，後來被一名神秘男子訓練成一名獵人，他不會使用武器，反而以徒手戰鬥來征服他的獵物。幾年後，謝爾蓋開始對大型的狩獵遊戲感到厭煩，於是接受同父異母兄弟變色龍的提議一起去獵殺蜘蛛人，以證明自己是世界上最出色的獵人。不過即使飲用了由身為一名女祭司的情人卡利普索調配的草藥，獲得異於常人的速度和力量後，兄弟倆依然敗北，更被逐出美國，但他很快便捲土重來並加入了由八爪博士領導的邪惡六人組。

## 其他媒體

### 電影
- 驚奇再起系列
  - 《蜘蛛人驚奇再起2：電光之戰》：獵人克萊文的矛出現在片尾。

- 索尼影業蜘蛛人宇宙：由亞倫·強森飾演
  - 《獵人克萊文》（2024年）[1]

### 遊戲
- 《蜘蛛人3》
- 《樂高漫威超級英雄》
- 《蜘蛛人：驚奇再起2》
- 《MARVEL未來之戰》：手機遊戲，獵人克萊文是玩家可使用角色之一。
- 《蜘蛛人2》[2]